# Caselle Landi
Caselle Landi este o comună din provincia Lodi, Italia. În 2011 avea o populație de 1.655 de locuitori.

## Personalități din Caselle Landi
- Giovanni Losi, călugăr și misionar catolic

## Galerie

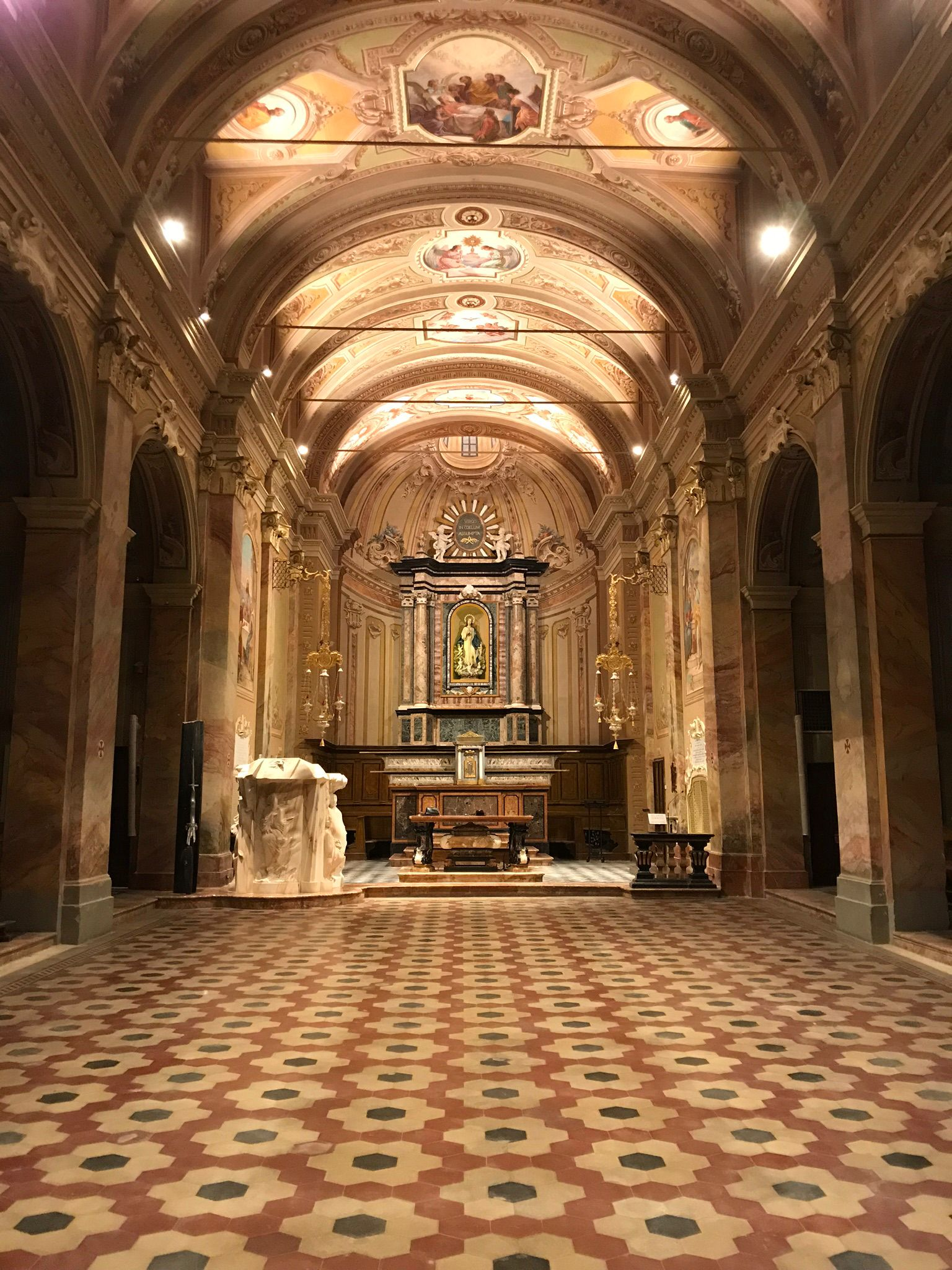
Interiorul bisericii

## Demografie
Caselle Landi - evoluția demografică

|  | Graficele sunt indisponibile din cauza unor probleme tehnice. Mai multe informații se găsesc la Phabricator și la wiki-ul MediaWiki. |

Date: Recensăminte sau birourile de statistică - grafică realizată de Wikipedia